# Daon
Daon település Franciaországban, Mayenne megyében. Lakosainak száma 533 fő (2022. január 1.). Daon Coudray, Ménil, Bierné-les-Villages és Les Hauts-d’Anjou községekkel határos.

## Népesség
A település népességének változása:
| Lakosok száma | 526  | 430  | 408  | 495  | 471  | 479  | 502  | 509  | 513  | 533  |
|               | 1968 | 1982 | 1990 | 2006 | 2013 | 2015 | 2017 | 2019 | 2020 | 2022 |